# انتاریو جنوب باختری
انتاریو جنوب باختری (به انگلیسی: Southwestern Ontario) یک عوارض جغرافیایی در کانادا است که در انتاریو واقع شده‌است.

## خصوصیات
انتاریو جنوب باختری ۳۶٬۷۴۶ کیلومتر مربع مساحت و ۳٬۴۴۳٬۴۸۴ نفر جمعیت دارد.